# جامعة جيتومير الحكومية
جامعة جيتومير الحكومية مؤسسة تعليم عالي أوكرانية، (بالأوكرانية: Житомирський державний університет імені Івана Франка) هي جامعة تقع في زيتومير أوبلاست، أوكرانيا. تأسست هذه الجامعة في سنة 1919